# لوئیس کاسترو (زاده ۱۹۸۰)
لوئیس کاسترو (انگلیسی: Luís Castro؛ زادهٔ ۷ مهٔ ۱۹۸۰) مربی فوتبال اهل پرتغال است که در حال حاضر هدایت باشگاه ورزشی ساحلی دانکرک در لیگ ۲ فرانسه را برعهده دارد.